# Steinkreise von Glebe
Die vier Steinkreise von Glebe (auch Nymphsfield Stone Circles genannt) liegen östlich der R345 Ballinrobe Road, in Glebe, drei Kilometer nordöstlich von Cong im County Mayo in Irland. Sie bilden eng benachbart (90 m × 180 m) die größte, aber völlig isolierte Gruppe der so genannten „Western Serie“, der insgesamt neun Steinkreise in Irland angehören.
Die Glebe- oder Nymphsfield Kreise wurden 1699 vom waliser Naturwissenschaftler Edward Lhwyd (1660–1709) auf seiner Irlandtour bemerkt. Er vermaß sie und machte Skizzen. Er bemerkte in zwei von ihnen kleinere Innenkreise. William Stukeley, ein englischer Antiquar, veröffentlichte später Lhwyds Skizzen.

## Die Kreise

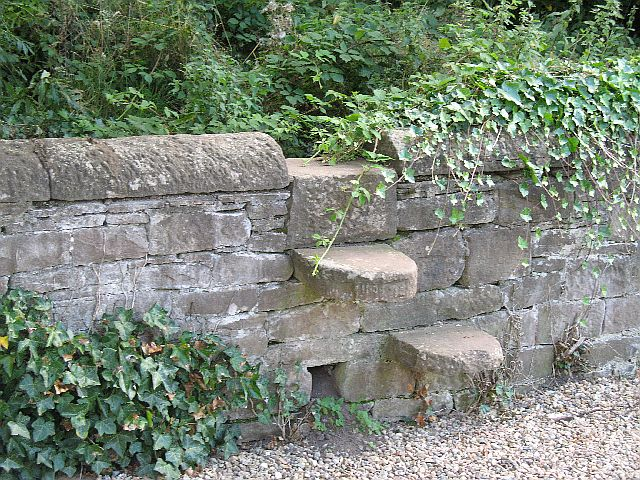
Mauertritt Beispiel

Der Zugang zu den auf Wiesen gelegenen Kreisen erfolgt über einen Zauntritt von der Ballinrobe Road aus. Der erste Kreis (Cong North oder Glebe 1) ist mit 23 Steinen (von 30), von denen der höchste 1,2 m misst, aber mehrere auf Bodenniveau abgebrochen sind, relativ gut erhalten. Der Kreis hat etwa 14 m Durchmesser und innerhalb einen Steinhügel von etwa vier Metern Durchmesser und 0,3 m Höhe. Die grauen Kalksteine sind stark abgewettert. Der Kreis bestand ursprünglich aus lückenlos gesetzten Steinen, wie sie auch der Steinkreis von Grange aufweist.
Über einen Mauertritt erreichbar erhielten sich im folgenden Feld 13 der einst 21 Steine des größten, leicht elliptischen Kreises (Cong North oder Glebe 2) von 17,5 m Durchmesser. Die Kreissteine liegen innerhalb eines niedrigen steinernen Walles. Die höchsten Steine sind weniger als 1,5 m hoch und abgewettert. Sie scheinen der Höhe nach sortiert zu sein. Im Westen liegt eine Art Zugang. 
Der kleinste, über eine Feldgrenze im Norden schlecht erreichbare Kreis ist größtenteils intakt, aber mit Dornensträuchern und Gebüsch bedeckt.
Der vierte Kreis von 14,5 m Durchmesser liegt unzugänglich hinter einer Mauer im Garten eines nahen Bungalows. Die zehn stehenden und sechs umgefallenen Kalksteinplatten sind rechteckig und ungefähr einen Meter hoch.

## Ein weiteres Element
Südlich der Kreise liegt in Nymphsfield eine Anordnung, die an den Steinkreis von Castleruddery erinnert, aber nur als Kreissegment überkommen ist. In Nymphsfield stehen bis zu 1,45 m hohe Steine an der Innen- und Außenseite eines niedrigen Walles, dessen Durchmesser auf 32 m rekonstruiert werden kann.